# Inselhospiz Langeoog
Das Inselhospiz Langeoog ist ein ortsbildprägendes Gebäude auf der deutschen Nordseeinsel Langeoog, welches insbesondere durch seine Nutzung als Seehospiz die Tourismus- und Kirchenentwicklung auf Langeoog prägte. Das Gebäude wurde im Laufe der Zeit zu verschiedenen Zwecken genutzt.

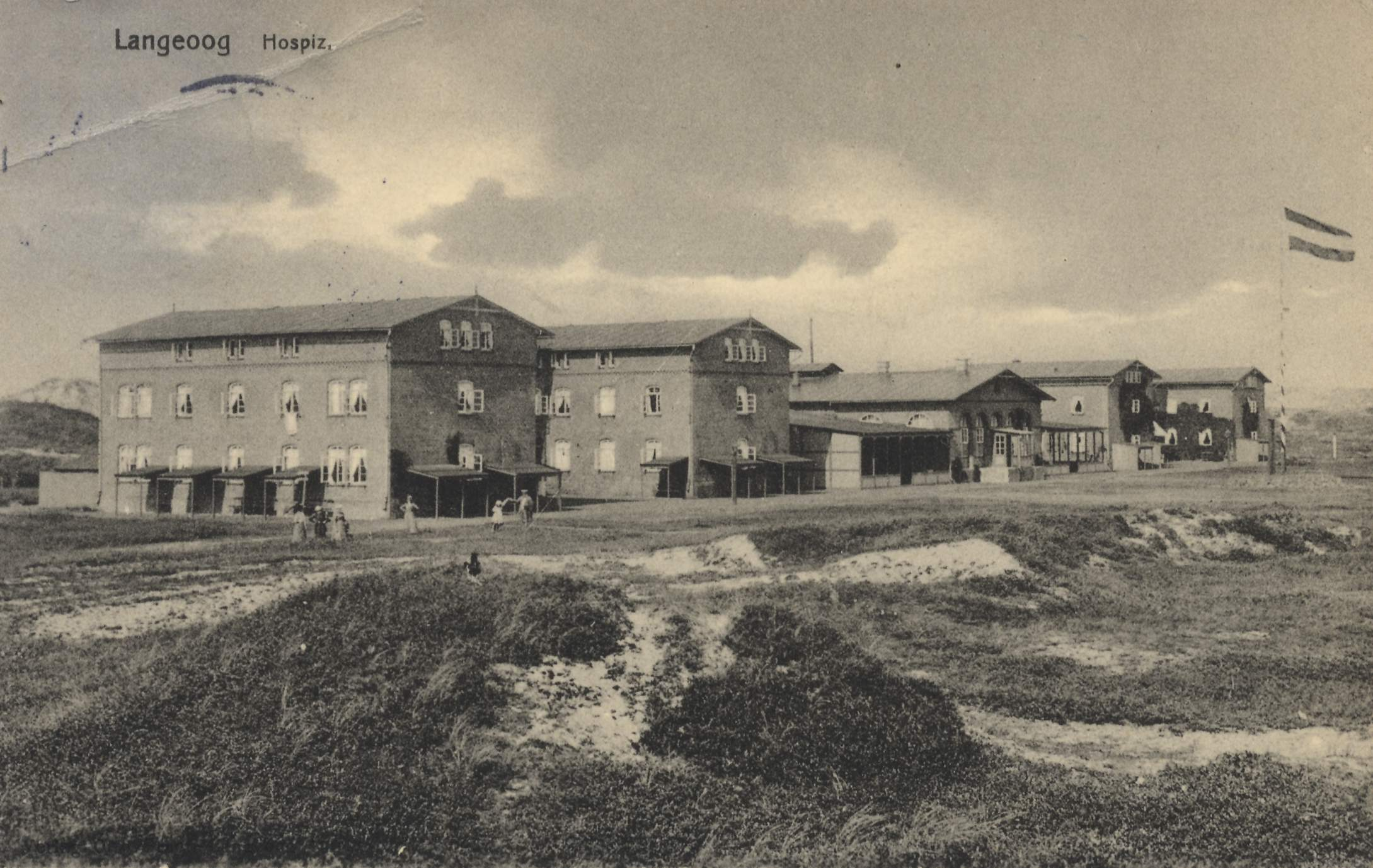
Inselhospiz, um 1906

## Lage
Das Inselhospiz liegt im Norden des Inseldorfs, seine Rückseite grenzt unmittelbar an den Aufgang zum Sportstrand. Vor dem Gebäude befindet sich der weitläufige Hospizplatz.
Koordinaten: 53° 45′ 5,6″ N, 7° 29′ 1,1″ O

## Geschichte
Das Inselhospiz wurde 1884/1885 in der Nähe des Badestrandes erbaut. Die Einweihung und Eröffnung erfolgte am 20. Juni 1885. Es diente als Gasthaus für Erholungssuchende vom Festland, insbesondere Angehörige des Klosters. 1902 wurde auf Initiative des Klosters eine Pferdebahn vom Fähranleger zum Hospiz eingerichtet, welche der Vorläufer der Langeooger Inselbahn war. Bis 1927 leitete das Hospiz den Langeooger Badebetrieb.
Im Zweiten Weltkrieg wurde das Gebäude immer mehr militärisch genutzt.
Nach 1945 diente das Gebäude als Wohnstätte für Flüchtlingsfamilien und als Ort der Kindererholung.
Schließlich wurde es unter dem Namen Familienferienstätte Haus Kloster Loccum als Familienferienstätte genutzt, betrieben durch den Landesverein für Innere Mission Hannover. Im Jahr 2024 übernahm die Diakonie Bethanien den Betrieb.